# Ludwig Scholz (Politiker)

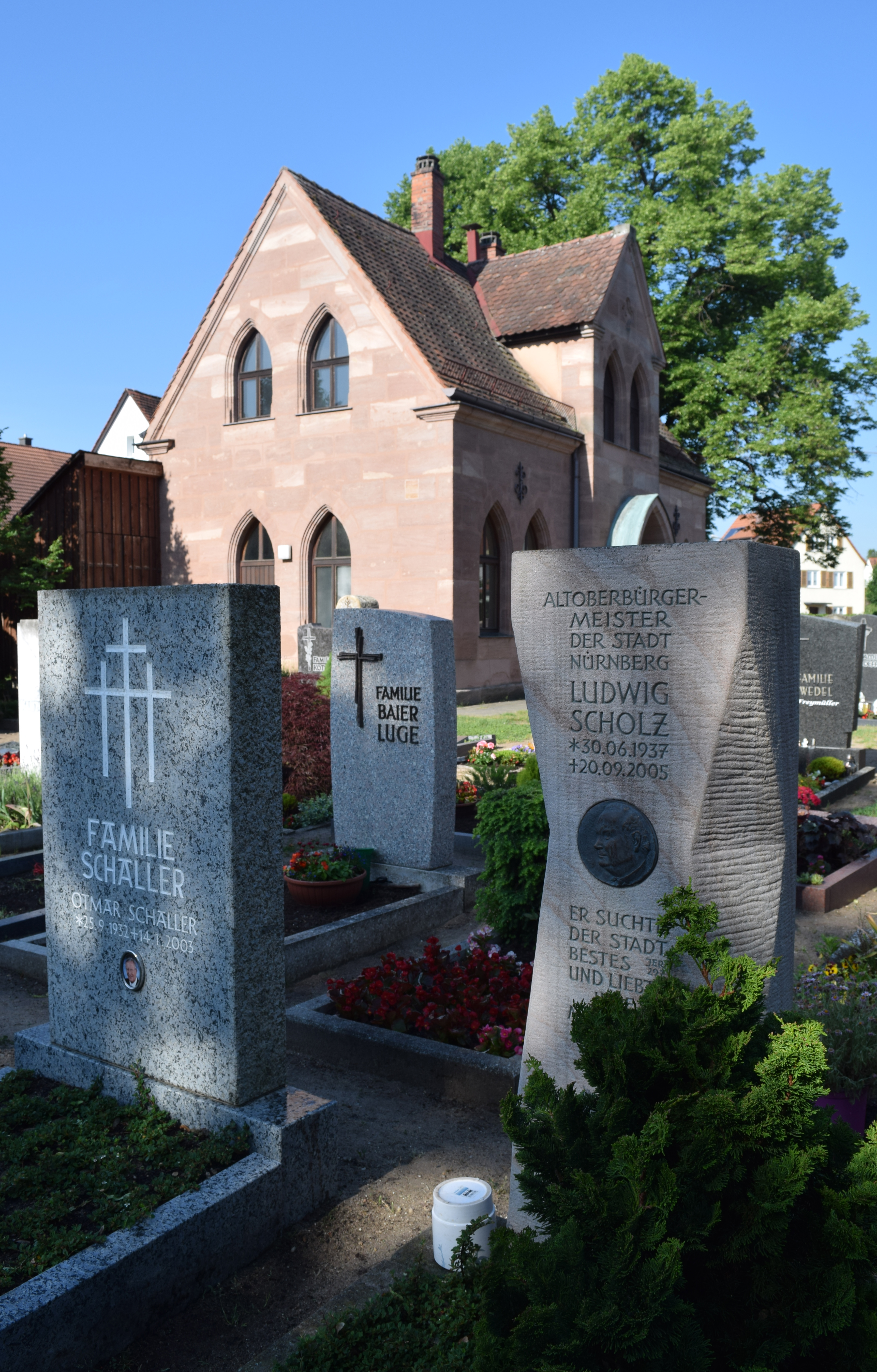
Grabmal von Ludwig Scholz auf dem Eibacher Friedhof an der Fritz-Weidner-Straße

Ludwig Scholz (* 30. Juni 1937 in Juliusburg, Landkreis Oels, Niederschlesien; † 20. September 2005 in Nürnberg, Bayern) war ein deutscher Politiker der CSU und Oberbürgermeister der Stadt Nürnberg. Bis zur Wahl von Marcus König im Jahr 2020 war er der einzige Oberbürgermeister Nürnbergs, der Mitglied der CSU war.

## Leben
Scholz wurde in Juliusburg in Schlesien geboren. Er legte das Abitur in Limburg an der Lahn ab und studierte Rechts- und Staatswissenschaften in Frankfurt am Main, Marburg und Heidelberg. Nach dem Ablegen der juristischen Staatsexamina wurde er 1967 Assessor beim Bundesamt für die Anerkennung ausländischer Flüchtlinge in Zirndorf, Regierungsrat beim Landratsamt Hersbruck (heute Teil des Landkreises Nürnberger Land) und Oberregierungsrat beim Landratsamt Fürth. Vor seiner Wahl zum Oberbürgermeister war er Leitender Regierungsdirektor beim Landesuntersuchungsamt für das Gesundheitswesen Nordbayern in Erlangen.
Ludwig Scholz gehörte dem Nürnberger Stadtrat von 1972 bis zu seinem Tode an. Von 1988 bis 1996 war er darüber hinaus Fraktionsvorsitzender der Stadtratsfraktion der CSU. Im Frühjahr 1996 gewann er überraschend die Stichwahl zum Oberbürgermeister gegen Amtsinhaber Peter Schönlein (SPD) und trat das Amt des Nürnberger Stadtoberhauptes am 2. Mai an. Scholz war der erste Oberbürgermeister Nürnbergs, der der CSU angehörte. Er war auch der erste katholische Amtsinhaber seit der Reformation in Nürnberg.
Ein Anliegen, mit dem Scholz bereits Wahlkampf betrieben hatte, war die Schließung des selbst verwalteten Kulturhauses KOMM, das die CSU laut Spiegel als „Brutstätte für Terroristen und Hausbesetzer“ betrachtete. Scholz gab auch die Schirmherrschaft der umstrittenen Wehrmachtsausstellung zurück, die im Spätherbst 1996 in Nürnberg gastierte und in der Stadt heftige Debatten ausgelöst hatte. Umstritten war auch die Verleihung der Ehrenbürgerwürde an den Nürnberger Unternehmer Karl Diehl im März 1997, dem die Ausbeutung von Zwangsarbeitern in der Zeit des Nationalsozialismus vorgeworfen wurde. Von 1996 bis 2002 gehörte Scholz der Jury des Internationalen Nürnberger Menschenrechtspreises an. Im Jahr 2000 präsidierte er die Feierlichkeiten zum 950. Stadtgründungsjubiläum, darunter die Aufführung der Meistersinger von Richard Wagner in Originalkostümen aus dem Jahr 1935. Bei der Kommunalwahl 2002 unterlag er in der Stichwahl dem Herausforderer Ulrich Maly (SPD).
Ludwig Scholz hatte großen Anteil daran, dass bei der Fußballweltmeisterschaft 2006 Nürnberg als Spielort vorgesehen wurde. Ebenso leistete er einen großen Beitrag dazu, die Eishockeyweltmeisterschaft 2001 auch in Nürnberg stattfinden zu lassen. Im Jahr 2000 wurde das 950. Gründungsjubiläum der Stadt Nürnberg unter seiner Ägide begangen, aus dem als jährlich stattfindende Großereignisse die Blaue Nacht, das Klassik Open Air und auch der Stadtgründungskommers hervorgingen. Besondere Verdienste hat sich Ludwig Scholz erworben, indem er sich für die Einrichtung eines bundesweit einzigartigen Museums starkmachte, das Dokumentationszentrum Reichsparteitagsgelände.
Darüber hinaus hat sich Ludwig Scholz u. a. um Städtepartnerschaften, effizientere Verwaltung und den Sport verdient gemacht.
Scholz war verheiratet und hatte drei Kinder sowie sechs Enkelkinder. Er verstarb überraschend am 20. September 2005 (wahrscheinlich) an den Folgen eines Herzinfarktes und wurde am 23. September auf dem Friedhof von Nürnberg-Eibach beigesetzt.
Ihm zu Ehren ist seit 2009 die Ludwig-Scholz-Brücke über den Main-Donau-Kanal, unweit seines letzten Wohnsitzes, benannt.
Scholz war Mitglied der katholischen Studentenverbindungen WKStV Guestfalia-Sigfridia Frankfurt, WKStV Unitas Franko-Saxonia Marburg, WkStV Unitas Kurpfalz Heidelberg und WKStV Franko-Palatia Nürnberg-Erlangen im UV.

## Auszeichnung
- 1992: Bundesverdienstkreuz am Bande
- 1997: Capo-Circeo-Preis
- 1999: Kommunale Verdienstmedaille in Silber
- 1999: Ehrenbürger der Stadt Shenzhen (seit Mai 1997 Partnerstadt der Region Nürnberg)
- 2000: Bayerischer Bierorden
- 2002: Bundesverdienstkreuz 1. Klasse